# Эт-Тиран
Эт-Тиран, также Тиран или Тиранский пролив (араб. مضيق تيران‎, ивр. מצרי טיראן‎) — пролив, соединяющий залив Акаба с остальной частью Красного моря.

## География

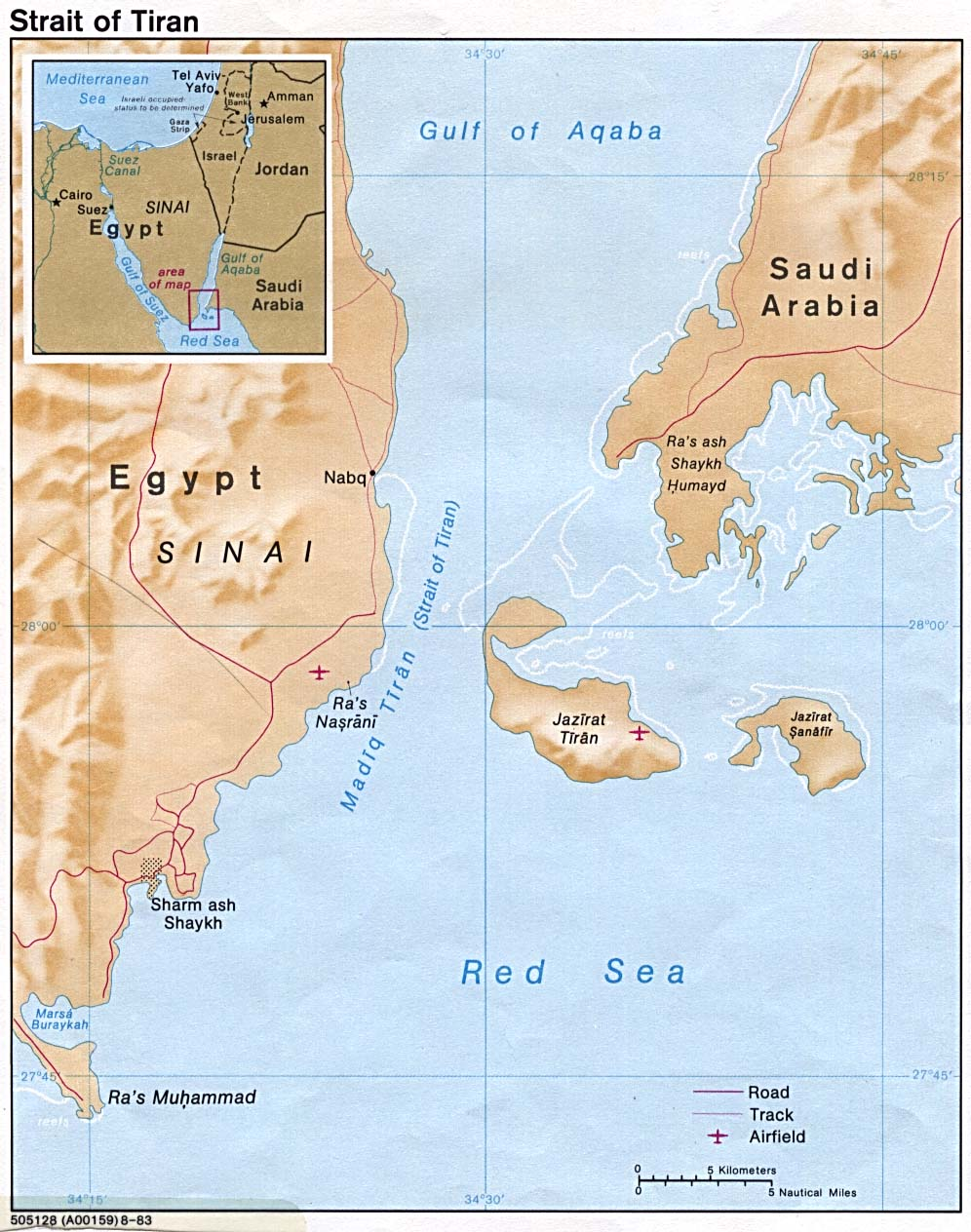
Пролив Эт-Тиран

Пролив Эт-Тиран представляет собой узкий судоходный пролив протяжённостью 16 км между Синайским и Аравийским полуостровами, отделяющий залив Акаба от основной акватории Красного моря.
Пролив Эт-Тиран ограничен с одной стороны побережьем Синайского полуострова недалеко от египетского курорта Шарм-эш-Шейх и островом Тиран с другой стороны. Восточнее острова Тиран находится остров Санафир, к юго-востоку от мелководного пролива между Тираном и основной территорией Саудовской Аравии.
На острове Тиран, принадлежащем Саудовской Аравии, расположен наблюдательный пост ООН для обеспечения мирного прохода пролива согласно Египетско-израильскому мирному договору.
Исходя из того факта, что пролив Тиран является для Иордании через порт Акаба единственным выходом к мировому океану, а для Израиля через порт Эйлат единственным выходом к Индийскому океану, он имеет важное стратегическое значение.
Блокада Египтом пролива Эт-Тиран для прохода израильских судов в 1956 году, а затем в 1967 году стала катализатором для Суэцкого кризиса 1956 года и Шестидневной войны 1967 года.
В международных документах упоминаются то пролив Эт-Тиран (англ. Strait of Tiran), то проливы Эт-Тиран (англ. Straits of Tiran). Это происходит из-за того, что существует несколько проходов между островами, лежащими между Египтом и Саудовской Аравией. Самый западный проход между Египтом и островом Тиран в непосредственной близости от города Шарм-эш-Шейх, является собственно проливом Эт-Тиран. В нём имеется два фарватера, безопасных для больших судов. Фарватер Энтерпрайз 290 м глубиной находится справа, ближе к Египту, а фарватер Графтон глубиной 73 м, окружённый отмелями, на востоке, ближе к острову Тиран. К востоку от острова Тиран, между островом и Саудовской Аравией есть ещё один пролив с рифами и мелями 16 м глубиной. Судоходство здесь запрещено.
Пролив Эт-Тиран представляет собой одно из интереснейших мест для дайвинга. Красоты его подводного мира считаются одними из лучших в Египте. Здесь же расположены четыре коралловых рифа: Джэксон, Гордон, Вудхаус и Томас, названные в честь английских картографов.
Существует проект по строительству моста длиной 15 км через проливы. Мост должен соединить Египет и Саудовскую Аравию, в настоящее время проект находится на рассмотрении правительства Египта.